# Injecție (medicină)

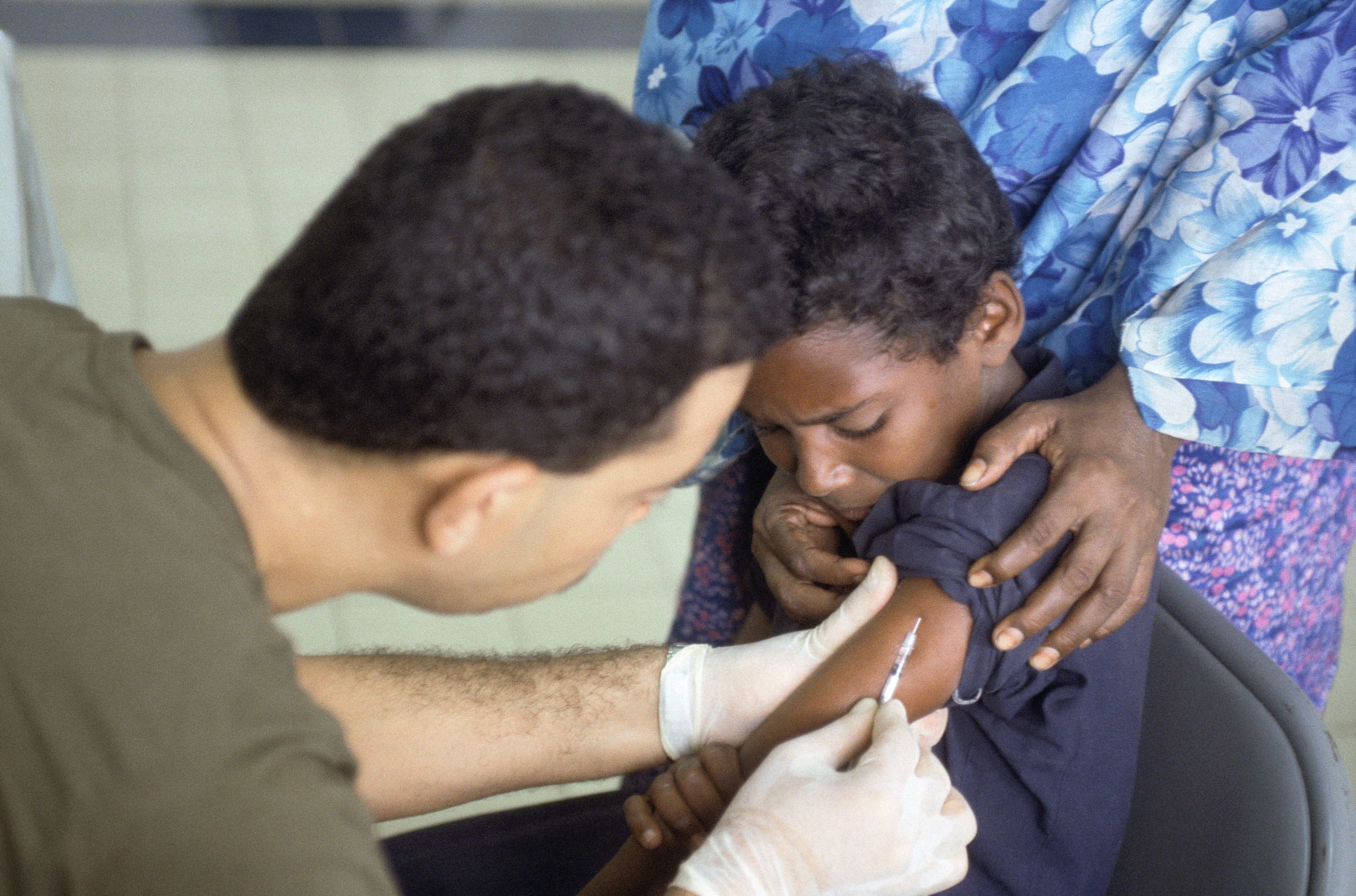
Vaccin introdus prin injecţie subcutanată

Injecția este procedeul de introducere a substanțelor lichide în organism prin perforarea țesuturilor cu ajutorul unei seringi.

## Tipul injecțiilor

### Injecția intradermică
Reprezintă introducerea substanțelor medicamentoase în stratul dermic.

### Injecția subcutanată
Reprezintă introducerea substanțelor medicamentoase în țesutul celular subcutanat.

### Injecția intramusculară
Reprezintă introducerea substanțelor medicamentoase în țesutul muscular.

### Injecția intravenoasă
Reprezintă introducerea substanțelor medicamentoase în circulația venoasă.